# 巴尼克

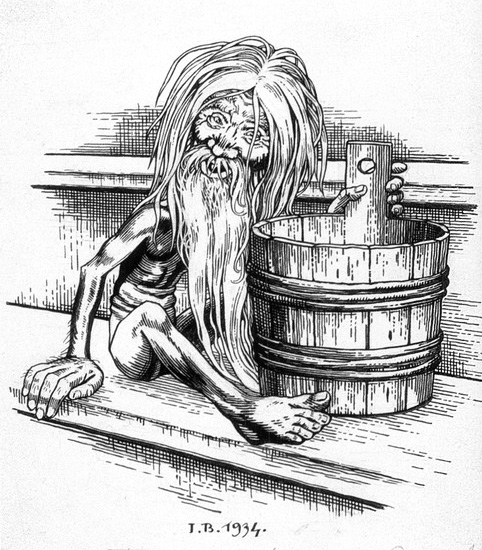
巴尼克

巴尼克(斯拉夫語: Банник)是斯拉夫傳說中棲息於公眾浴場(巴尼亞 （页面存档备份，存于），即斯拉夫地區的三溫暖)的妖精。它被描繪為裸體、嬌小、蓄著長鬍鬚的老頭；在某些傳說中，它還擁有變形的能力，會化作加熱澡堂的石頭或煤炭。
作為異教的遺留，巴尼克厭惡基督教象徵，且脾氣暴躁，會對觸怒它的人潑灑熱水、甚至勒死對方。斯拉夫人將澡堂內發生的意外歸因於巴尼克的憤怒。為了安撫巴尼克，斯拉夫人發展出許多儀式與咒語，例如在晚上離開澡堂時，留下冷杉樹枝、水與肥皂等供品，並大聲表達感謝；澡堂不慎燒毀時，要將一隻黑母雞勒斃，完整地埋入新蓋澡堂的門檻下等等。雖然巴尼克個性古怪又難以取悅，但據傳他們很喜歡嬰兒。只要有女人在澡堂分娩，那該澡堂的巴尼克便會永遠安分，不再搗亂。
此外，巴尼克還有預知吉凶的能力。在向巴尼克占卜時，要背對著半開的澡堂門發問。若結果為吉，巴尼克會輕拍占卜者的背；結果為凶，則會用指甲在占卜者背上留下爪痕。